# Castell d'Alcácer do Sal

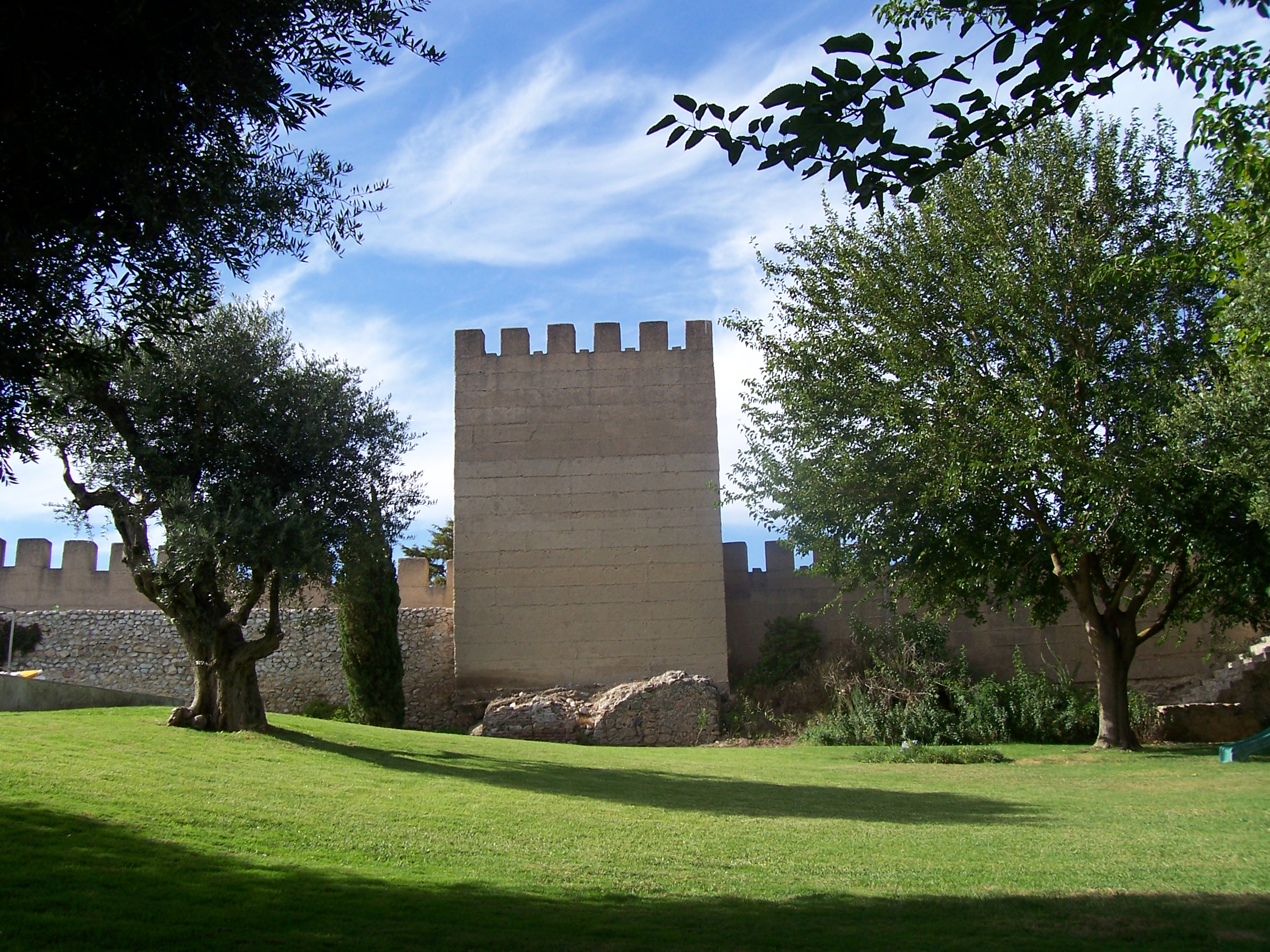
Jardins del castell

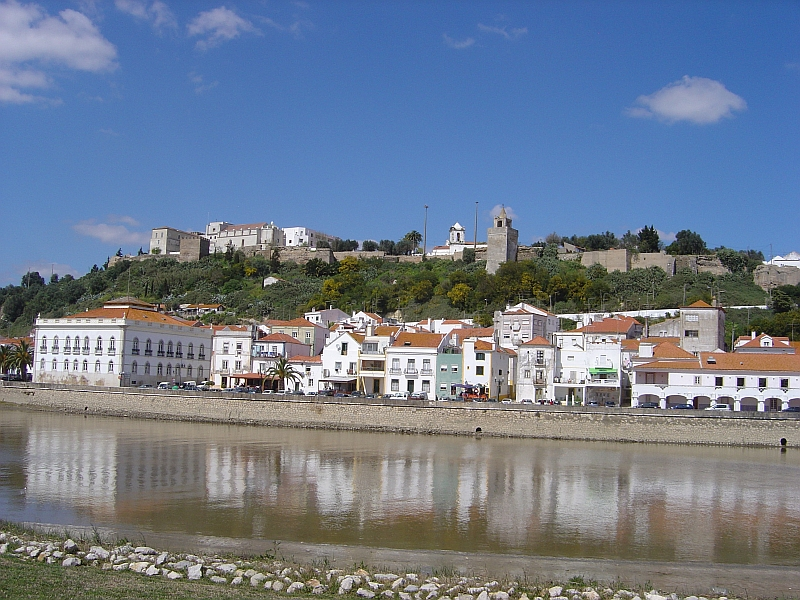
Castell

El Castell d'Alcácer do Sal, a l'Alentejo, es troba a la ciutat i municipi d'Alcácer do Sal, districte de Setúbal, a Portugal. És un Monument Nacional.
Des dels primers temps de l'ocupació la pesca i l'explotació de la sal dugueren riquesa a la regió, només superada, a mitjan segle xix, pel conreu de l'arròs. El castell domina el marge esquerre (sud) del riu Sado, dins l'anomenada Costa Blava portuguesa.

## Història

### Antecedents
La primitiva ocupació humana de l'indret remunta a la prehistòria (Neolític, Eneolític i edat del bronze), d'acord amb els testimonis arqueològics. Més tard, va conéixer la presència fenícia, quan es designava Bevipo, i el domini romà. El poblat encunyà moneda pròpia a mitjan segle I ae, amb la inscripció Imperatoria Salacia, i data d'aquesta època, segons alguns autors, l'alteració del nom en Salácia, quan controlava la via que comunicava l'estuari del riu Tejo amb la zona de l'Alentejo i l'Algarve. Després de les invasions bàrbares, la població és ocupada pels musulmans des del 715, que en reforçaren les defenses, i esdevingué un dels principals ports de la costa atlàntica al sud del Tejo. Consta que, al 966, una flota de normands entrà per la desembocadura del Sado fins a Alcácer do Sal, i desistí de l'habitual ràtzia en veure'n la defensa.

### El castell medieval
A l'època de la conquista cristiana de la península Ibèrica, el mateix any de la conquesta de Lisboa als musulmans (1147), Alcácer do Sal va ser escomesa per Alfons I (1112-1185) al capdavant d'una reduïda força d'assalt de 60 genets que van ser repel·lits pels defensors, que arribaren a ferir el sobirà. La regió encara va resistir uns anys als cristians, particularment el 1151, 1152 i 1157, i caigué el 1158, amb l'ajut dels genets de l'Orde de Santiago de l'Espasa.
Per a defensa i poblament de la regió, Sanç I (1185-1211) va donar aquesta vila i castell a aquell orde militar (1186). Emperò, encara en el regnat d'aquest sobirà, les forces del Califat almohade sota el comandament del califa Abu-Yússuf Yaqub al-Mansur reconquisten l'Algarve i, avançant cap al nord, recuperen el castell d'Alcácer do Sal, el de Palmela i el d'Almada (1190-1191). Només després de la batalla de Las Navas de Tolosa (1212), van conquerir els cristians les terres més enllà de la línia que s'estenia del riu Tejo a Évora.
Alcácer do Sal i el seu castell foren definitivament conquerits durant el regnat d'Alfons II (1211-1223) per un conjunt de cristians portugueses, coordinats pel bisbe de Lisboa, Soeiro Viegas, i per una flota de croats sota el comandament de Guillem I, comte d'Holanda, al 18 d'octubre de 1217, després d'un setge de més de dos mesos. Aquest sobirà confirmà l'anterior donació de Sanç I dels dominis d'Alcácer do Sal, Almada, Arruda i Palmela, a l'Orde de Santiago, donació més tard confirmada per Alfons III (1248-1279) en la persona del mestre Paio Peres Correia i del comanador (24 de febrer de 1255).
En el segle XIII, Dionís I (1279-1325) va ampliar i reforçar les defenses d'aquesta població.
Durant la crisi de 1383-1385, la vila i el castell van prendre partit pel mestre d'Avis, i hi aquarteraren tropes sota el comandament del conestable Nuno Álvares Pereira.
Al segle xv, el castell va perdre la funció militar i fou escenari d'alguns episodis de la història de Portugal:
- en el regnat de Joan II (1481-1495), el príncep va ser ací informat de la conspiració forjada pel duc de Viseu; i
- Manuel I (1495-1521) ací es casà, en segones núpcies, amb Maria de Castella (30 d'octubre de 1500).

### Del segle XVI als nostres dies
Durant la crisi de successió de 1580, les defenses d'Alcácer do Sal no van oferir resistència a l'artilleria de les tropes de Felip II de Castella (1580). El castell arrecerà el convent carmelita Araceli, que hi romangué fins al 1834.
Sense funció, l'antic castell medieval fou progressivament abandonat. Classificat com a Monument Nacional pel decret publicat el 23 de juny de 1910, fou restaurat per la Direcció General d'Edificis i Monuments Nacionals (DGEMN).
Actualment, en bon estat de conservació, les seues dependències enclouen la Posada D. Afonso II, dins la xarxa Posades de Portugal inaugurada el 1998.

#### Cripta arqueològica
Vint-i-set segles d'història contenen la Cripta arqueològica del castell d'Alcácer do Sal, inaugurada el 18 d'abril del 2008.
Situada sota el convent d'Araceli, la Cripta arqueològica ofereix més de 27 segles d'història. En l'àrea del convent es van trobar murs medievals de l'època cristiana, recolzats parcialment en parets romanes que, al seu torn, cobreixen estructures preexistents datades de l'edat del ferro. És a dir, des del segle VII ae fins al segle XIX.
Destaca en aquest conjunt d'estructures la troballa d'un edifici que, per les seues dimensions, assumeix les característiques d'un santuari, amb ocupació des de l'edat del ferro a l'època romana (s./IV ae i el s. II). En una de les cel·les d'aquest santuari s'identificà un altar amb plats de ceràmica i un petit tanc amb plaques d'embruixaments i malediccions.

## Característiques

Vista des del castell

Exemple d'arquitectura militar islàmica, el castell s'alça seixanta metres per sobre del nivell del mar, amb una planta aproximadament el·líptica, amb una extensió de 260 m en l'eix major i de 150 m, en el menor. En els fragments romanents de les muralles s'observen vestigis de prop de trenta torres de maçoneria i altres estructures defensives, incloent-hi una albarrana semblant a la del castell de Badajoz, testimonis de diferents èpoques constructives. Entre les torres destaca la Torre d'Adaga, que presenta una daga esculpida en una pedra. La Torre do Relógio i la Torre d'Algique es feren en tàpia, amb 25 m d'alçada.
Algunes cròniques refereixen que a les muralles s'obrien dues portes, una al nord (Porta Nova) i l'altra a l'est (Porta de Ferro).
L'alcassaba medieval d'Alcácer do Sal, ocupada per una institució religiosa fins al segle xix, s'alçà sobre estructures de totes les ocupacions anteriors, en especial del període islàmic, quan s'edificaren les primeres estructures del castell.